# Hadula segnis
Hadula segnis là một loài bướm đêm trong họ Noctuidae.